# Březno (Ústí nad Labem)
Březno (in tedesco Priesen) è un comune della Repubblica Ceca facente parte del distretto di Chomutov, nella regione di Ústí nad Labem.